# Qullissaaqqat
Qullissaaqqat [ˌquɬːiˈsːɑːqːat] (nach alter Rechtschreibung K'utdligssârĸat; dänisch Gamle Qullissat) ist eine wüst gefallene grönländische Siedlung im Distrikt Qeqertarsuaq in der Kommune Qeqertalik.

## Lage
Qullissaaqqat liegt gut sechs Kilometer südsüdöstlich von Qullissat am Sullorsuaq (Vaigat). Der nächstgelegene bewohnte Ort ist Saqqaq 38 km östlich. Distrikthauptort Qeqertarsuaq liegt 91 km südsüdwestlich.

## Geschichte
Qullissaaqqat wurde 1943 von 19 Personen gegründet. Damit ist der Ort trotz des dänischen Namens knapp zwanzig Jahre jünger als Qullissat. 1944 lebten 19 Menschen in Qullissaaqqat und 1945 waren es 17. 1946 stieg die Einwohnerzahl sprunghaft auf 38 an und 1947 lebten 35 Menschen am Wohnplatz. 1951 wurde eine Schule gebaut. 1955 hatte der Ort 20 Einwohner und ein Jahr später wurde der Ort nach nur 13 Jahren wieder aufgegeben.